# 普寛
普寛（ふかん)は、江戸時代中期に活躍し、多くの信者に信仰された修験道の行者。御嶽教・御嶽講の開祖とされる。

## 生涯
享保16年（1731年）、武蔵国秩父郡大滝村落合の木村信次郎の五男として生れた。俗名は好八であった。
実家は、秩父神蔭流の剣術家であり、父より剣道を指南された。学問は三峰山で学び、幼少より優れた人物と評価されていた。
やがて木村左近と号し、多くの剣術の弟子を抱えた。
24才の時に、大名の酒井氏の藩士であった江戸の浅見家の養子となり、浅見好八と改め、「とき」を嫁に貰ったが子供に恵まれず女児を養子としたものの夭折した。
ある日、秩父の三峰山の髙雲寺(観音院)別当の、日照法印が江戸の三峰講を廻って浅見家に立寄った際に、好八は、日照から「貴方は剣よりも、数珠を持って人心を救う人である」と言われた。
明和元年（1764年）、妻と相談し同意を得て藩主に申し出て藩士を辞し、故郷へ妻と伴に帰り、妻を実家に預けた。
そして三峰山に登り髙雲寺(観音院)の日照に師事して天台密教を学び、得度式を済ませ僧となって本明院普寛に改名した。
先ずは役行者の足跡を慕い、木食行を始め、木の実などを常食とした。
神道は三峯神社で習得した。
真言密教は、秩父両神山にあった金剛院の修験法印の薄平梅永から受けた。薄平梅永はその後の普寛の弟子の金剛院順明の祖父である。
普寛は、諸国修行に旅立ち、様々な修法・行方を見聞・習得し、37、38才のころ、後に御嶽山独特の神仏感応の格段の行法につながる妙法を編み出した。
普寛の御嶽山開闢の思いは、その後のことであった。
木曽御嶽山の王滝口を開闢するきっかけとなったのが、四国八十八ヶ所霊場行脚の時であった。
「普寛行者、遇々四国行脚の折、真に不思議な僧に会う、同行する事三日に及ぶ。僧曰く『貴僧は珍しき行者なり、体格よく、頭脳明晰で、修法力も抜群である。貴僧の器量にて人助けせば、永く済度する事が出来るであろう。日本で灼な神が鎮まりたまう山で未だ開かれていない名山がある。その山の名は木曽の御嶽である。貴僧は此の山を開き、万民救済に努め永く後世に至りてもその貴僧の思いは伝燈として受け継がれるであろう。』と云い残し去って行ったのである。」
普寛が50-52才のころ、本山修験宗の総本山の京都聖護院で傳燈大阿闍梨となった。
普寛は布教活動する中で信者からの資金応援もあり、次第に木曽御嶽山開闢の念を強めた。しかしその準備期間に7～8年を要した。
天明4年（1784年）、尾張の覚明が、普寛よりも先に木曾三岳村の御嶽山の黒沢口を開闢した。
天明5年（1785年）の夏には、覚明が、御留山でもある御嶽山へ無許可で、自ら先達となり、数十名の信徒を連れて黒沢口より頂上登拝を決行した。
寛政2年（1790年）、普寛は還暦の年齢となっていた。上州の三笠山（群馬県上野村）を開闢した。
寛政4年（1792年）2月、故郷である秩父の意波羅山を開闢した。
たまたま木曾の王滝村から秩父へ杣稼ぎにきていた与左衛門という者が、普寛に眼病を治してもらったことがきっかけとなって、与左衛門の手引きにより、木曾御嶽山の王滝口を開闢することを決意した。
5月初め、木曾御嶽山の王滝口の開闢に向けて出発した。この時に秩父から同行したのは、与左衛門と三河屋荘八らの弟子4人であった。
木曾の王滝村へ到着したが、与左衛門は御嶽登山の経験が無かったため、代わりに覚明を案内した徳蔵の案内により一行が開闢登山に入ったのが6月8日であった。途中で茂った雑草木・蔓を、鎌やノコギリで切断しつつ、所々に神仏を鎮祀して行った。本山に入るまで2、3日を要し、御嶽山の本山へ登り始めた時は雨と霧で山中で1泊をした。
6月11日の夜明に、辺り一面が霧の世界で、目前も判らない程であった。途中で各々神々を鎮魂しながら頂上へ到達した。
その時、普寛が鎮めたのは「御嶽山座王大権現、八海山提頭羅神王、三笠山刀利天宮」とする三神で、国常立尊、大己貴命、小彦名命を御嶽大神と称するのは後に神道式に祀ったものである。
普寛は弟子4人と伴に、木曾御嶽山の王滝口の開闢を成し遂げた。
寛政5年（1793年）、第二回目の登山の時には、与左衛門と同じ王滝村下条の出身で江戸霊岸島の材木商の桝屋庄三郎の代人であった木屋吉右衛門を案内に頼んでいる。木屋吉右衛門は駿河での材木仕出しを終えて江戸に帰った直後、八丁堀の祈祷書で普寛に呼び止められて案内を頼まれた。王滝の元道者で登拝の経験があった吉右衛門は桝屋の代人であるから案内はできないと断ったが、普寛の託宣によって桝屋の代人として案内することになった。この時の一行13人は、江戸を6月2日に出発し、12日に上島の滝神官宅に宿泊し、13日には山小屋に宿泊、14日に登頂して下山し、宮ノ越宿に宿泊した。
寛政6年（1794年）5月29日、普寛以下20人が御嶽山登拝のため王滝村を訪れた。
庄屋は黒沢口からの登拝を薦めたが、普寛は「江戸からの講社が来れば里宮も村人も潤う」と宿泊を頼み込み滝神官宅に13人、庄屋の松原氏宅に7人が宿泊した。
一行は6月1日に里宮に参篭した後、庄の森まで登り引き返したが、中には村役人に隠れた巣山道を辿って登拝した者があった。そこで黒沢村から「王滝から登拝する者がある」と木曾代官所へ訴えがあり、木曾代官所は「登山道を塞いで登れないようにせよ」と王滝口からの登拝を禁止した。
王滝村の庄屋は「当年は、お山に雪多く消えず登山は難しく、巣山(辰巳ヶ尾)への立ち入りはできないと登拝を思い留まるよう再三再四止めたが、庄の森まで登り遥拝して帰った。今後は登山道を塞いで通行できないようにするので、御内聞の程に」と黒沢村と武居氏に詫び状を入れている。
こうして王滝村は木曾代官所の指示どおりに一札を入れたにもかかわらず、普寛一行は村の意向には従わず毎年王滝からの登拝を繰り返し、黒沢御嶽神社の神官であった武居氏から度々の抗議を受けた。
普寛は同年、越後の八海山を開闢した。
寛政7年（1795年）、上州沼田の武尊山開闢した。
また同年から信者、世話人の木曾御嶽山への登拝同行が始まり、これより後、関東一円の一般庶民に御嶽信仰が広まっていった。
その後、普寛は、毎年夏に、木曾御嶽登拝を弟子や信者と共に行った。
享和元年（1801年）9月10日、故郷の秩父への帰路に中山道の本庄宿で世話人の米屋弥兵衛の家で、多くの弟子と信者達に見守られ72才で往生を遂げた。
辞世の句は「なきがらは　いずくの里に　埋むとも　こころ御嶽に　有明の月」。
その時、近隣にあった安養院無量寺の文龍が葬儀を引受けて、安養院に葬られたが、
大正11年（1922年)、道路改修により、霊堂と墓は現在地に移転された。
文化2年(1805年)、王滝村と普寛の弟子たちによって松越山の普寛堂に祀られた。
嘉永元年(1848年)、王滝村は「普寛行者五十回忌」の念佛供養を催行し、その功徳を顕彰した。
妻の明正尼は、秩父の落合に供養碑を建立している。

## 史跡
- 普寛堂（長野県木曽郡王滝村3297）
- 普寛霊場（埼玉県本庄市中央3-4-41）

## 信仰団体
- 御嶽普寛神社（埼玉県秩父市大滝落合944）
- 御嶽教秩父教会（埼玉県秩父市中村町4丁目5-21）
- 普寛講 (稲城市)
- 埼葛普寛講（埼玉県宮代町）

## 関連する宗教法人
- 王滝御嶽神社（御嶽神社王滝口）
- 木曽御嶽本教
- 御嶽教

## 関連リンク
- 普寛行者生地　秩父市公式サイト
- 御嶽教直轄　普寛霊場
- 御嶽教秩父教会
- 埼葛普寛講の組織と成立　宮代町史　民俗編
- 普寛霊場　本庄市観光協会